# Folcker
Folcker är namnet på flera släkter.

## Gävlesläkten
En släkt Folcker kommer från Gävle, och härstammar från rådmannen där, Jöran Pettersson (död 1678). Hans första hustru hette Elisabet Danielsdotter Kröger, och tillhörde en annan välkänd Gävlesläkt. Hennes mor Margareta var ättling till släkten Grubb och Bureättling, och fadern Daniel Kröger d.ä. var stadens rikaste man. Hans andra hustru var Brita Åkesdotter. I första äktenskapet föddes bland andra Maria Folcker som med sin make Erik Hansson Ångerman fick sonen Johan Upmarck Rosenadler, Brita stammoder till släkten von Roland, Kristina gift med Laurentius Andreae Alstrinius, med flera.
Släkten fortlevde dock från andra äktenskapet, med Petter Folcker som var rådman i Gävle. Bland dennes ättlingar märks Petter Folcker d.y. (1685—1722) som var riksdagsmän i borgarståndet. En gren från denna släkt utvandrade till Ostindien.